# سرجيو ليون
سرجيو ليون (3 يناير 1929 - 30 أبريل 1989)، مخرج ومنتج أفلام وكاتب سيناريو إيطالي. اشتهر بإخراجه لأفلام سباغيتي وسترن، أي أفلام الوسترن ذات الإخراج والإنتاج الإيطالي.
اشتهر أسلوبه بالتصوير عن قرب مع التطويل في المشاهد. من أشهر أفلامه: الطيب والشرس والقبيح (1966) مع الممثل كلينت إيستوود، حدث ذات مرة في الغرب (1968) مع الممثل هنري فوندا وحدث ذات مرة في أمريكا (1984) مع الممثل روبرت دي نيرو.

## السيرة الشخصية

### الستينيات
في منتصف الستينيات، فشلت أفلام الملاحم التاريخية في جذب الجماهير، مما حدا بالمخرج ليون لتحويل انتباهه إلى تخصص فرعي أصبح يعرف باسم «سباغيتي وسترن»، مأخوذة من المجال الأعم وهو أفلام الغرب الأمريكي. قدم فيلمه الأول في هذا المجال بعنوان «حفنة من الدولارات» (A Fistful of Dollars) عام 1964. كان الفيلم مقتبسا من فيلم المغامرات يوجيمبو (1961) للمخرج الياباني أكيرا كوروساوا الذي يدور في عصر إيدو أو عصر الساموراي. أثار فيلم ليون جدلا قانونيا مع المخرج الياباني. على الرغم من أن فيلم كوروساوا كان بدوره مستندا على رواية الحصاد الأحمر (Red Harvest) للكاتب داشييل هاميت المنشورة عام 1929. وفيلم حفنة من الدولارات يعتبر أول بطولة للمثل كلينت إيستوود. فقد كان إيستوود حتى ذلك الوقت ممثلا تلفزيونيا لم يشارك إلا في عدد قليل من الأفلام.
تم تصوير فيلم «قبضة من الدولارات» في إسبانيا. قدم الفيلم رؤية عنيفة ومعقدة في الجانب الأخلاقي للغرب الأمريكي القديم. رغم أن الفيلم تمسك بتقاليد الأفلام الغربية الأمريكية التقليدية، إلا أنه ابتعد عنها بشكل كبير على مستوى القصة والحبكة والتوصيف والمزاج العام. يرجع الفضل إلى المخرج سيرجيو ليون في تحقيق انفراج وتغير كبير في النوع الغربي للأفلام لا يزال مؤثرا حتى اليوم. في الأفلام الغربية التقليدية، بدا العديد من الأبطال والأشرار على حد سواء شكلا وأداء كما لو أنهم خرجوا معا للتو من مجلة أزياء. مع ظهور واضح مرسوم للأضداد. وصولا إلى البطل الذي يرتدي قبعة بيضاء والشرير الذي يرتدي قبعة سوداء (باستثناء شخصية «هوبالونغ كاسيدي» أحد أشهر أبطال رعاة البقر التقليديين الذي ارتدى الزي الأسود على حصان شاحب). لكن شخصيات ليون كانت على النقيض من ذلك، أكثر 'واقعية' وتعقيدا. فهذه الشخصيات عادة 'ذئاب وحيدة' في سلوكها؛ نادرا ما تهتم تلك الشخصيات بالمظهر الخارجي كحلاقة الذقن مثلا. فهي تبدو قذرة المظهر وتتصبب عرقا. وتبدو تلك الشخصيات كأنما هي على استعداد قوي للسلوك الإجرامي. كانت شخصيات غامضة ومتناقضة أخلاقيا. فهي قد تظهر بمظهر السخاء والرأفة، أو تكون أنانية ووحشية تسعى لخدمة الذات. فهي تتقلب كما يتطلبه الوضع. العلاقات تدور حول السلطة، والأفعال وردود الأفعال مدفوعة بالعواطف بدلا من الضمير.
وقد سخر بعض النقاد من المخرج الإيطالي الذي لا يستطيع التحدث باللغة الإنجليزية، ولم يسبق له أن زار الولايات المتحدة، ناهيك عن الغرب الأمريكي القديم. لكنه بمفرده تقريبا أعاد تعريف رؤية نموذجية لرعاة البقر الأمريكان. وفقا لكتاب كريستوفر فرايلينغ الذي عنوانه «شيء للقيام به مع الموت»، عرف ليون الكثير عن الغرب الأمريكي القديم. فقد فتنه الغرب الأمريكي كطفل، وقد حمل هذا الإعجاب معه في سن البلوغ ثم ظهر ذلك في أفلامه.

أما فيلما ليون التاليين فقد كانا: «من أجل بضعة دولارات أكثر» (1965) و «الطيب والشرس والقبيح» (1966). بهذين الفيلمين أنهى ليون ما أصبح يعرف باسم «ثلاثية الرجل بدون اسم» (أو ثلاثية الدولارات). كان كل فيلم منها أكثر نجاحا من سابقه ماليا وأكثر إنجازا تقنيا. في هذه الأفلام تم استخدام موسيقى تصويرية مبتكرة من قبل الملحن الإيطالي إنيو موريكوني، الذي عمل بشكل وثيق مع ليون في ابتكار الموضوعات الموسيقية. كان لدى ليون طريقة خاصة في تصوير المشاهد بالتزامن مع موسيقى موريكون. شارك كلينت ايستوود في كل أجزاء السلسلة. وانضم إليه فيما بعد إيلاي والاك، لي فان كليف وكلايوس كينسكي.
استنادا إلى نجاح ثلاثية «الرجل بدون اسم»، دعي ليون إلى الولايات المتحدة في عام 1967 من أجل إخراج فيلم «حدث ذات مرة في الغرب» مع استوديو بارامونت. تم تصوير أغلب الفيلم في ألمرية في إسبانيا، وشينشيتا في روما. كما تم تصوير بعض المشاهد في وادي مونومنت في ولاية يوتا. قام ببطولة الفيلم تشارلز برونسون، هنري فوندا، جيسون روباردس وكلاوديا كاردينالي. «ذات مرة في الغرب» فيلم طويل، عنيف، وتأمل خيالي لأساطير الغرب الأمريكي القديم، مع العديد من الإشارات الأسلوبية إلى الأفلام الغربية المعروفة. يظل الجمهور متشوقا طوال هذا الفيلم لما يقرب من ثلاث ساعات حيث تم إخفاء هوية البطل ودوافعه ولا يمكن التنبؤ بها حتى المشهد النهائي لتبادل إطلاق النار. ربما لم يسبق له مثيل كدراما انتقامية. وقد كتب السيناريو السينمائي للفيلم من قبل ليون وصديق عمره الكاتب سيرجيو دوناتي. كاتبا القصة هما برناردو برتولوتشي وداريو أرجنتو، وكلاهما أصبحا مخرجين ناجحين بعد ذلك. لكن قبل إصدار الفيلم، تم حذف العديد من المشاهد من قبل استوديو بارامونت، الأمر الذي ربما ساهم في انخفاض عائدات الفيلم في الولايات المتحدة. مع ذلك، حقق الفيلم نجاحا هائلا في أوروبا. في فرنسا حقق ما يقرب من ثلاثة أضعاف ميزانيته المقدرة ب5 ملايين دولار. وأشاد به طلاب السينما في أمريكا الشمالية. وقد اعتبره الكثيرون أفضل أفلام ليون.

### السبعينيات
بعد فيلم «ذات مرة في الغرب»، اتجه ليون إلى مشروع فيلم من تأليفه «أنت مصاص!» (1971). كانت ليون يتعتزم إنتاج الفيلم فقط، ولكن بسبب الاختلافات الفنية مع المخرج المزمع آنذاك بيتر بوغدانوفيتش، فأخرج ليون الفيلم بدلا من ذلك. وهو فيلم عن الثورة المكسيكية من بطولة جيمس كوبورن كثائر إيرلندي ورود ستايغر كقاطع طريق مكسيكي ينضم للثورة.
استمر ليون في الإنتاج، وفي بعض الأحيان، كان يعيد تصوير مشاهد في أفلام أخرى. واحد من هذه الأفلام كان «اسمي لا أحد» (1973) للمخرج تونينو فاليري، وهو فيلم كوميدي أقحم الكوميديا في مجال الوسترن سباغيتي. قام ببطولته هنري فوندا كمصارع قديم يدخل في مواجهة نهائية بعد وفاة شقيقه. كما شارك الممثل تيرينس هيل في بطولة الفيلم في دور الشاب الغريب الذي يساعد فوندا في مغادرة الغرب الميت بشرف.

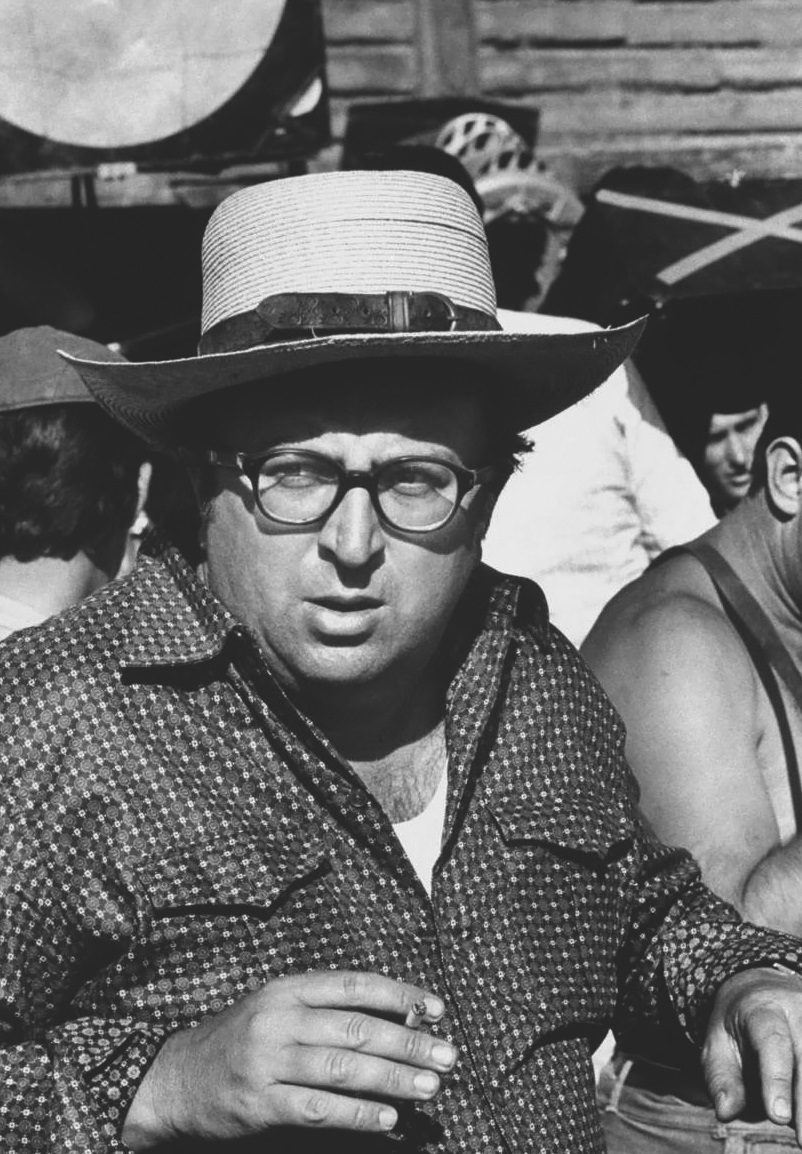
ليون في موقع تصوير عبقري وشريكان ومغفل

شملت إنتاجات ليون الأخرى: «عبقري وشريكان ومغفل» (1975)، وهو فيلم كوميديا-وسترن آخر من بطولة تيرينس هيل، هذه المرة من إخراج داميانو دامياني. الفيلم الإيطالي الكوميدي «القط» (1977). وفيلم الجريمة الإيطالي «لعبة خطرة» (1979) للمخرج جوليانو مونتالدو. كما أنتج ليون أيضا ثلاثة أفلام كوميديا إيطالية للممثل والمخرج كارلو فيردونا: «المرح جميل» (1980)، «أبيض وأحمر وأخضر فاقع» -فيها إشارة إلى ألوان العلم الإيطالي- (1981)، و«عظيم» (1986). خلال هذه الفترة، أخرج ليون أيضا العديد من الإعلانات التلفزيونية الحائزة على جوائز.
في عام 1978، كان عضوا في لجنة التحكيم في مهرجان برلين السينمائي الدولي الثامن والعشرين.

### الثمانينيات
رفض ليون الفرصة لإخراج فيلم العراب، من أجل التفرغ للعمل على قصة عصابات أخرى كان قد تصورها في وقت سابق. وقد كرس عشر سنوات لهذا المشروع، استنادا إلى رواية «الأزقة» لزميله الكاتب هاري غراي، التي تركز على أربعة يهود من عصابات مدينة نيويورك في العشرينات والثلاثينات، الذين كانوا أصدقاء منذ الطفولة. فكان فيلم ذات مرة في أمريكا (1984) الذي يمتد لأربع ساعات، من بطولة روبرت دي نيرو وجيمس وودز. كان الفيلم تأملا في جانب آخر من الأساطير الأمريكية الشعبية، وفي دور الجشع والعنف والتعايش غير المستقر في ظل ظروف العرق والصداقة. على الرغم من أن النسخة ذات الأربع ساعات تلقت حفاوة حميمة في مهرجان كان السينمائي، إلا أن مسؤولي استوديو وارنر برذرز شعروا بأن تلك النسخة كانت طويلة جدا، فقاموا بتقديم نسخة مختلفة جذريا للسوق الأمريكية، متخلين عن هيكلة القصة الرئيسية - التي اعتمدت على الاسترجاع- واتخذوا من السرد الخطي بديلا. فظهرت النسخة البديلة في حوالي ساعتين، وقد تلقت هذه النسخة المعدلة نقدا كبيرا في أمريكا الشمالية وفشلت. أما النسخة الأصلية الطويلة، فقد صدرت في بقية العالم، وحققت عوائد أفضل قليلا في شباك التذاكر واستجابة نقدية متباينة. وعندما تم إصدار النسخة الأصلية من الفيلم على أشرطة الفيديو في الولايات المتحدة، اكتسب الفيلم أخيرا إشادات نقدية كبيرة، وأشاد بعض النقاد بالفيلم باعتباره تحفة.

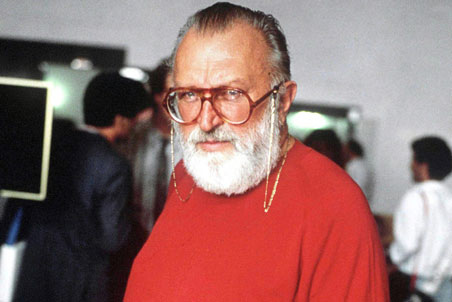
سيرجيو ليون في الثمانينات

وفقا للكاتب كريستوفر فرايلينغ، فإن ليون قد أصابه الإحباط الشديد جراء التقطيع الذي فرضه الاستوديو على فيلمه، وسوء الاستقبال التجاري للفيلم في أمريكا الشمالية. فكان آخر فيلم له.
في عام 1988، كان رئيسا للجنة التحكيم في مهرجان البندقية السينمائي الدولي الخامس والأربعين.

### وفاته
كان ليون يعاني من زيادة في الوزن، وتوفي في 30 أبريل 1989، بنوبة قلبية في سن الستين. قبل وفاته كان يخطط لفيلم عن حصار لينينغراد خلال الحرب العالمية الثانية. له زوجة وثلاثة أطفال.
في سنواته الأخيرة، كان ليون على خلاف من نوع ما مع الممثل كلينت إيستوود. وعندما أخرج ليون «ذات مرة في أمريكا»، علق وقال أن روبرت دي نيرو كان ممثلا حقيقيا، على عكس إيستوود. وقد يكون هذا ردا على إيستوود الذي رفض لعب دور ضابط الشرطة الإيرلندي في الفيلم المذكور. ومع ذلك، فإن الاثنين اصطلحا قبل وفاة ليون. في عام 1992، أخرج إيستوود فيلمه غير المسامح، فيلم الدراما الغربية الذي فاز بجائزة أوسكار لأفضل مخرج، وكذلك جائزة أفضل فيلم. وكان ليون واحدا من اثنين أهدى إليهما إيستوود جائزته. وفي خاتمة الفيلم لفتة تقول «لسيرجيو ودون».

## قائمة الأفلام
| السنة | الفيلم                   | ملاحظة                                                         |
| ----- | ------------------------ | -------------------------------------------------------------- |
| 1960  | تمثال رودوس              | يدور في العصر الروماني من خلال قصة عملاق رودس                  |
| 1964  | من أجل حفنة دولارات      | أول جزء من "ثلاثيّة الدولار"                                    |
| 1965  | من أجل مزيد من للدولارات | الجزء الثاني من "ثلاثيّة الدولار"                               |
| 1966  | الطيب والشرس والقبيح     | آخر فيلم من الثلاثية                                           |
| 1968  | حدث ذات مرة في الغرب     | فيلم غرب أمريكي آخر عن رجل غريب مَع آلة هارمونيكا يسعى للانتقام |
| 1971  | انبطح ،أيّها المصاص!      | تدور أحداث الفيلم عن الثورة المكسيكيّة                          |
| 1984  | حدث ذات مرة في أمريكا    | فيلم عصابات مستوحى من رواية بعنوان "The hoods"                 |

## الممثلين الدائمين
| الممثل              | حفنة من الدولارات (1964) | بضعة دولارات أكثر (1965) | الطيب والشرس والقبيح (1966) | حدث ذات مرة في الغرب (1968) | أنت مصاص! (1971) | حدث ذات مرة في أمريكا (1984) |
| ------------------- | ------------------------ | ------------------------ | --------------------------- | --------------------------- | ---------------- | ---------------------------- |
| كلينت إيستوود       | X                        | X                        | X                           |                             |                  |                              |
| لي فان كليف         |                          | X                        | X                           |                             |                  |                              |
| Gian Maria Volontè  | X                        | X                        |                             |                             |                  |                              |
| Mario Brega         | X                        | X                        | X                           |                             |                  | X                            |
| Antonio Casale      |                          |                          | X                           |                             | X                |                              |
| Aldo Sambrell       | X                        | X                        | X                           | X                           | X                |                              |
| Benito Stefanelli   | X                        | X                        | X                           | X                           | X                |                              |
| Antonio Molino Rojo | X                        | X                        | X                           | X                           |                  |                              |
| John Frederick      |                          |                          |                             | X                           | X                |                              |
| Spartaco Conversi   |                          | X                        |                             | X                           |                  |                              |
| Antonio Ruiz        |                          | X                        | X                           |                             |                  |                              |
| Al Mulock           |                          |                          | X                           | X                           |                  |                              |
| Lorenzo Robledo     | X                        | X                        | X                           | X                           |                  |                              |
| Frank Brana         | X                        | X                        | X                           | X                           |                  |                              |
| Luigi Pistilli      |                          | X                        | X                           |                             |                  |                              |
| Claudio Scarchilli  |                          |                          | X                           | X                           |                  |                              |

## وصلات خارجية
- سرجيو ليون على موقع IMDb (الإنجليزية)
- سرجيو ليون على موقع الموسوعة البريطانية (الإنجليزية)
- سرجيو ليون على موقع مونزينجر (الألمانية)
- سرجيو ليون على موقع ألو سيني (الفرنسية)
- سرجيو ليون على موقع ميوزك برينز (الإنجليزية)
- سرجيو ليون على موقع تيرنر كلاسيك موفيز (الإنجليزية)
- سرجيو ليون على موقع أول موفي (الإنجليزية)
- سرجيو ليون على موقع قاعدة بيانات الأفلام السويدية (السويدية)
- سرجيو ليون على موقع إن إن دي بي (الإنجليزية)
- سرجيو ليون على موقع ديسكوغز (الإنجليزية)

- بضعة من ليون
- بضعة أفلام وسترن
- سباغيتي وسترن
- صور